# Terra Soft
Terra Soft, anche come Fixstars Solutions, è il produttore di Yellow Dog Linux (unica distribuzione pensata solo per architettura PowerPC) con sede a Loveland in Colorado (USA) e di software di bioinformatica.
I clienti includono NASA, Boeing, California Institute of Technology e Stanford University.

## Storia
Nel 2006 lavora al primo supercomputer basato sul microchip Cell, in collaborazione con Lawrence Berkeley, Los Alamos e Oak Ridge National Laboratories.
Il sistema si baserà in parte sulla PlayStation 3. Yellow Dog Linux è la prima distribuzione Linux certificata per Cell e Playstation 3.
Dal 2007 Terra Soft vende in USA Playstation 3 con Yellow Dog Linux preinstallato al prezzo di 50 dollari in più della Playstation 3 senza Linux.
L'11 novembre 2008, la società giapponese Fixstars ha annunciato di aver acquisito essenzialmente tutte le attività di Terra Soft. L'ex fondatore e CEO di Terra Soft, Kai Staats, è stato nominato COO della nuova filiale americana di Fixstars, Fixstars Solutions, che ha sede a Irvine, in California. Fixstars Solutions ha mantenuto la linea di prodotti, il personale e gli uffici regionali di Terra Soft a Loveland, Colorado.